# Sela, Šmarješke Toplice
Sela este o localitate din comuna Šmarješke Toplice, Slovenia, cu o populație de 26 de locuitori.